# Велик Капсъзов
Велик Николов Капсъзов е български гимнастик.

## Биография
Роден е на 15 април 1935 година в Асеновград. Спортната му кариера започва с вдигане на щанги. Впоследствие се прехвърля в спортната гимнастика. През 1954 година става част от националния отбор по този спорт.
Участва на олимпийските игри през 1956, 1960 и 1964 година. Състезава се в дисциплините индивидуален многобой, земя, прескок, успоредка, висилка, халки, кон с гривни и отборно (без 1956). Носител е на бронзов медал на халки от летните олимпийски игри през 1960 година в Рим. Той е първият българин, който спечелва олимпийски медал в спортната гимнастика.
Бронзов медалист е на халки от европейското първенство през 1959 година и златен медалист в същата дисциплина от европейските първенства през 1961 и 1963 година. Носител е на три медала от Универсиадата в София през 1961 година, където става бронзов медалист в индивидуалния многобой и победител в дисциплините халки и успоредка.
Прекратява кариерата си след олимпиадата през 1964 година. Занимава се с треньорска дейност.
Той е почетен гражданин на Асеновград и София.
Капсъзов почина 7 март 2017 на 82-годишна възраст.